# Alba Quezada
Alba Quezada (née Alba Pilar Fuenzalida Figueroa le 28 août 1985 à Chillán) est un mannequin et une animatrice de télévision chilienne.

## Filmographie

### Télévision
| Année        | Titre | Rôle          | Chaîne      |
| ------------ | --- | ------------- | ----------- |
|              | Infieles |               | Chilevisión |
| 2008-2011    | Teatro en CHV (5 épisodes) 1. No me toques el territorio (2008) 2. Todo por un caño (2009) 3. No estabas muerta, andabas de parranda (2009) 4. El chamán del cajón (2009) 5. Necesito Esposa (2011) | Aurora (2009) | Chilevisión |
| 2011-présent | Rompe, ritmos urbanos | Animatrice    | Vía X       |

### Sources
- Biographie de Alba Quezada